# Codice Vittorio Emanuele 1189
Il Codice Vittorio Emanuele 1189 è un codice contenente la Vita dei Santi Padri, realizzato nella prima metà del XIV secolo da Francesco di Ser Nardo da Barberino.

## Storia
Il codice, conservato presso la Biblioteca Nazionale Centrale di Roma, è stato attribuito a Francesco di Ser Nardi da Barberino (le cui iniziali sono presenti poco dopo il colophon), copista famoso per aver trascritto alcune copie della Commedia di Dante. Venne realizzato in una data imprecisa tra il 1326 e il 1350, contiene le Vite dei Santi Padri, libri I-IV, volgarizzamento ad opera di Domenico Cavalca. Le vicende relative al codice sono ignote: si sa che fu acquistato ad un'asta a Roma nel 1933.

## Descrizione
Manoscritto membranaceo conservato ottimamente e misurante 377 x 255 millimetri, è composto da 29 fascicoli in cui il testo è disposto su due colonne. La scrittura è una gotica libraria, estremamente elegante, è arricchita da una preziosa colorazione delle lettere a seconda della loro posizione nel testo. Le lettere capitali sono istoriate e arricchite da motivi floreali. Per quanto riguarda la decorazione e la miniatura, sono stati riconosciuti un maestro vicino alla scuola senese; il Maestro delle Effigi domenicane; ed infine Pacino da Bonaguida.